# Багомедов, Али Магомедович
Али Магомедович Багомедов  (род в 1924 г, с. Урахи, Дагестанская АССР — умер в 2016 г, г. Махачкала, Республика Дагестан) — советский государственный и военный деятель. Первый заместитель Председателя Комитета Государственной безопасности Дагестанской АССР (1960-1980), Почётный сотрудник КГБ СССР. Участник Великой Отечественной войны, полковник КГБ.

## Биография
Родился  в 1924 году в селе Урахи Сергокалинского района Дагестанской АССР. По национальности — даргинец.
Окончил Урахинскую среднюю школу, далее Высшую школу Комитета государственной безопасности СССР.
Трудовую деятельность начал учителем, затем завучем Урахинской средней школы, директором Нижнемулебкинской средней школы, секретарём Сергокалинского РК ВЛКСМ.
Участник Великой Отечественной войны в составе истребительных батальонов НКВД СССР.
С 1944 года – сотрудник МГБ СССР, Начальник Акушинского райотдела КГБ СССР.
После ВОВ закончил экономический факультет Всесоюзного института торговли.
В 1955 – 1960 – начальник Республиканского подразделения КГБ Дагестанской АССР.
С 1960 года – первый заместитель Председателя КГБ Дагестанской АССР.
С 1980 года на пенсии. Работал председателем профкома, юристом Дагавтодора.
С 1970 года – полковник КГБ. Почётный сотрудник КГБ СССР.
Скончался в 2016 году, похоронен в селе Урахи. 

## Награды и звания
- Орден Красной Звезды.
- Орден «Знак Почёта».
- Медаль «За оборону Кавказа».
- 14 медалей СССР.
- Почётный сотрудник КГБ СССР.